# Mbilinga Football Club
Le Mbilinga Football Club est un club gabonais de football basé à Port-Gentil.

## Palmarès
- Championnat du Gabon (1)
  - Champion : 1996.

- Coupe du Gabon (5)
  - Vainqueur : 1990, 1993, 1995, 1997 et 1998.
  - Finaliste : 1987 et 1988.

- Supercoupe du Gabon (1) 
  - Vainqueur : 1995.